# Rhynchospora imeriensis
Rhynchospora imeriensis är en halvgräsart som först beskrevs av Georg Kükenthal, och fick sitt nu gällande namn av William Wayt Thomas. Rhynchospora imeriensis ingår i släktet småag, och familjen halvgräs. Inga underarter finns listade i Catalogue of Life.